# Emmanuelle Hermouet
Emmanuelle Hermouet (née le 2 avril 1979 à Poitiers) est une ancienne joueuse de basket-ball française évoluant au poste d’ailière. Elle mesure 1,83 m.
Elle se blesse gravement à un genou lors de la finale de la coupe de France 2007 (rupture des ligaments), et ne joue pas de la saison 2007-08.

## Club
- ****-1997 : La Roche sur yon RSVB (Vendée)
- 1997-2001 : La Rochelle (NF2)
- 2001-2003 : W Bordeaux Basket
- 2003-2004 :  CB Rivas Futura Madrid
- 2004-2005 :  Perfumerías Avenida Salamanque
- 2005-2007 : US Valenciennes
- 2007-2008 : Sans club (blessure)
- 2008-2010 : Toulouse Métropole Basket (NF1)

## Palmarès
- 2000-2001 : Quart de finaliste de la Coupe de France avec La Rochelle (N2)
- 2002-2003 : Quart de finaliste de l’EuroCup
- 2003-2004 : Finaliste de la Supercopa d’Espagne
- 2004-2005 : 5e au championnat d’Europe des nations, vainqueur de la Coupe de la Reine (Espagne)
- Championne de France : 2007
- Championne d’Europe 2009 à Rīga (Lettonie)